# Ideoblothrus floridensis
Ideoblothrus floridensis es una especie de arácnido del orden Pseudoscorpionida de la familia Syarinidae.

## Distribución geográfica
Se encuentra en Florida (Estados Unidos).